# Jay Hayden
Jay Hayden (* 20. Februar 1987 in Northfield, Vermont) ist ein US-amerikanischer Schauspieler. Bekanntheit erlangte er durch seine Rollen aus den Serien The Catch und Station 19.

## Leben und Karriere
Jay Hayden stammt aus dem US-Bundesstaat Vermont. Er hat koreanisch-irische Wurzeln. Mittels eines Fußball-Stipendiums nahm er ein Englischstudium an der University of Vermont auf, wo sein Interesse für das Schauspiel geweckt wurde. Daraufhin wechselte er in den Theaterkurs. Schließlich zog er nach Kalifornien an die Westküste, um dort als Schauspieler zu arbeiten. Während seiner ersten Jahre in Los Angeles arbeitete er als Barkeeper und als Kameramann für Werbedrehs. Vier Jahre nach seinem Umzug stand er selbst zum ersten Mal für einen Werbespot vor der Kamera. Später gründete er mit einem Freund eine Planungs- und Baufirma für Dachfundamente und -rahmen.
Hayden war 2007 in der Serie How I Met Your Mother erstmals vor der Kamera zu sehen, als er für eine Gastrolle einen Poolbillardspieler in einer Sportsbar darstellte. 2008 erhielt er eine kleine Rolle in der Komödie House Bunny. 2011 trat er in einer Nebenrolle in Liebe gewinnt auf und übernahm anschließend die Hauptrolle des Jim im Horrorfilm State of Emergency. 2012 wurde er in der Hauptrolle des Chris Davis in der Mockumentary Battleground besetzt, die allerdings nach nur einer Staffel eingestellt wurde. Anschließend trat er unter anderem in den Serien The Glades, Criminal Minds, Bad Samaritans, Mixology, Stalker und One Day at a Time auf. 2016 wurde Hayden für die Dramaserie The Catch als Danny Joon in einer der Hauptrollen besetzt, die er bis zur Absetzung nach der zweiten Staffel darstellte.
2017 war er als Brian Armstrong in einer wiederkehrenden Rolle in der Dramaserie SEAL Team zu sehen. Im selben Jahr übernahm er als Dr. Daniel Shin eine Nebenrolle in Crazy Ex-Girlfriend, in der er bis 2019 wiederkehrend zu sehen war. Seit 2018 ist er als Travis Montgomery in einer Hauptrolle in der Serie Station 19, einem Spin-Off der Serie Grey’s Anatomy, zu sehen. Auch in der Stammserie trat er bisher in drei Episoden in dieser Rolle auf.

## Persönliches
Hayden ist seit 2005 mit der Schauspielerin Nikki Danielle Moore verheiratet, mit der er zwei Kinder hat. Nach fast 15 Ehejahren wurde 2021, aufgrund unüberbrückbarer Differenzen, die Trennung bekannt.

## Filmografie (Auswahl)
- 2007: How I Met Your Mother (Fernsehserie, Episode 2x14)
- 2008: House Bunny
- 2008: Zack & Cody an Bord (The Suite Life on Deck, Fernsehserie, Episode 1x03)
- 2009: New Hope Manor
- 2009: Merrime.com (Fernsehserie, Episode 1x11)
- 2011: Liebe gewinnt (A Warrior’s Heart)
- 2011: State of Emergency
- 2011: Talent: The Casting Call (Fernsehserie, 5 Episoden)
- 2011: LoveFinder (Fernsehfilm)
- 2012: Battleground (Fernsehserie, 13 Episoden)
- 2012: The Glades (Fernsehserie, Episode 3x02)
- 2012–2013: Criminal Minds (Fernsehserie, 2 Episoden)
- 2013: Relativity
- 2013: Bad Samaritans (Fernsehserie, Episode 1x02)
- 2014: Mixology (Fernsehserie, Episode 1x11)
- 2015: It’s Us
- 2015: Stalker (Fernsehserie, Episode 1x19)
- 2016: One & Done (Fernsehserie, Episode 1x04)
- 2016: Monolith
- 2016: Undrafted
- 2016: Wild Oats
- 2016–2017: The Catch (Fernsehserie, 20 Episoden)
- 2017: One Day at a Time (Fernsehserie, 2 Episoden)
- 2017: SEAL Team (Fernsehserie, 4 Episoden)
- 2017–2019: Crazy Ex-Girlfriend (Fernsehserie, 5 Episoden)
- 2018–2024: Seattle Firefighters – Die jungen Helden (Station 19, Fernsehserie, 105 Episoden)
- 2020: LX 2048
- 2020–2022: Grey’s Anatomy (Fernsehserie, 4 Episoden)
- 2024–2025: FBI: International (Fernsehserie, Episoden 4x07-4x10)